# Андреевка (Боровский район)
Андре́евка (укр. Андріївка), село, 
Изюмский сельский совет,
Боровский район,
Харьковская область.
Код КОАТУУ — 6321082002. Население по переписи 2001 г. составляет 47 (22/25 м/ж) человек.

## Географическое положение
Село Андреевка находится на правом берегу реки  Нитриус, близко к её верховьям.
Ниже по течению в 3-х км расположено село  Глущенково.
В 3-х км на север находится село  Изюмское.

## История
- 1780-е года — время первого упоминания села[1].

## Экономика
- В селе при СССР действовал колхоз "Дружба" и птице-товарная, свино-товарная и овце-товарная фермы.